# Zielonka (strumień)
Zielonka (do 1945 niem. Hopfengartenbäk) – strumień w północno-zachodniej Polsce, w województwie zachodniopomorskim w granicach administracyjnych Szczecina. Posiada długość ok. 1,4 km.
Strumień ma źródła w okolicach ulic Wiśniowej i Uroczej w osiedlu Osów, na Wzgórzach Warszewskich. Zielonka płynie na południowy zachód, po przepłynięciu pod ul. Moczarową wpływa do Parku Leśnego Arkońskiego. Płynie w lekkim obniżeniu terenu, uchodzi do Żabińca w pobliżu jeziora Głuszec.